# Тяжбердино
Тяжбе́рдино (тат. Ташбилге) — село в Алькеевском районе Республики Татарстан, административный центр Тяжбердинского сельского поселения.

## География
Село находится в Западном Закамье. Расположено в 2,7 км к югу от районного центра, села Базарные Матаки.

## История
В «Списке населенных мест по сведениям 1859 года», изданном в 1866 году, населённый пункт упомянут как казённая деревня Старое Тяжбердино 1-го стана Спасского уезда Казанской губернии. Располагалась при реке Ахтае, по правую сторону коммерческого Самарского тракта, в 46 верстах от уездного города Спасска и в 24 верстах от становой квартиры во владельческом селе Воскресенское (Гусиха). В деревне в 137 дворах жили 806 человек (411 мужчин и 395 женщин). Была мечеть.

## Население
| 1782 | 1859 | 1897 | 1908 | 1920 | 1926 | 1938 | 1949 | 1958 | 1970 | 1979 | 1989 | 2002 | 2010 | 2015 |
| ---- | ---- | ---- | ---- | ---- | ---- | ---- | ---- | ---- | ---- | ---- | ---- | ---- | ---- | ---- |
| 92   | 749  | 1066 | 926  | 1390 | 751  | 636  | 410  | 464  | 564  | 413  | 422  | 417  | 412  | 435  |

Национальный состав
Согласно результатам переписи 2002 года, в национальной структуре населения села татары составляли 92%.

### Комментарии
1. ↑  Расстояние измерено с помощью инструментария Яндекс.Карты
2. ↑  души мужского пола